# Pimeleocoris
Pimeleocoris is een geslacht van wantsen uit de familie van de Miridae (Blindwantsen). Het geslacht werd voor het eerst wetenschappelijk beschreven door Eyles & Schuh in 2003.

## Soorten
Het genus bevat de volgende soorten:

- Pimeleocoris luteus Eyles & Schuh, 2003
- Pimeleocoris roseus Eyles & Schuh, 2003
- Pimeleocoris viridis Eyles & Schuh, 2003